# Juan Caramuel y Lobkowitz
Juan Caramuel y Lobkowitz (Madrid, 23 de maio de 1606 — Vigevano, 8 de setembro de 1682) foi um filósofo, matemático, católico, escolástico, linguista, arquiteto e escritor espanhol que pertencia à Ordem de Cister.

### Oposição à autonomia portuguesa
Em 1639, ano antes da Restauração da Independência, Caramuel y Lobkowitz fez publicar sua obra Philippus Prudens, cujo frontíspicio desenhado por Erasmus Quellinus apresentava o leão espanhol subjugando uma alegoria dracónica de Portugal.